# Wola Krzysztoporska (gromada)
Wola Krzysztoporska – dawna gromada, czyli najmniejsza jednostka podziału terytorialnego Polskiej Rzeczypospolitej Ludowej w latach 1954–1972.
Gromady, z gromadzkimi radami narodowymi (GRN) jako organami władzy najniższego stopnia na wsi, funkcjonowały od reformy reorganizującej administrację wiejską przeprowadzonej jesienią 1954 do momentu ich zniesienia z dniem 1 stycznia 1973, tym samym wypierając organizację gminną w latach 1954–1972.
Gromadę Wola Krzysztoporska siedzibą GRN w Woli Krzysztoporskiej utworzono – jako jedną z 8759 gromad na obszarze Polski – w powiecie piotrkowskim w woj. łódzkim, na mocy uchwały nr 35/54 WRN w Łodzi z dnia 4 października 1954. W skład jednostki weszły obszary dotychczasowych gromad Wola Krzysztoporska, Radziątków, Wygoda, Krężna wieś, Krężna kolonia, Kacprów i Jeżów wraz z kompleksem lasów państwowych kolonia ze zniesionej gminy Siomki oraz miejscowość Wólka Bogdańska z dotychczasowej gromady Bogdanów ze zniesionej gminy Parzniewice w tymże powiecie. Dla gromady ustalono 27 członków gromadzkiej rady narodowej.
29 lutego 1956 z gromady Wola Krzysztoporska wyłączono wieś Wola Bogdanowska włączając ją do gromady Bogdanów w tymże powiecie.
Gromada przetrwała do końca 1972 roku, czyli do kolejnej reformy gminnej. 1 stycznia 1973 w powiecie piotrkowskim utworzono gminę Wola Krzysztoporska.